# Haslum HK
Maillots
Dernière mise à jour : 15 octobre 2014.
Le Haslum HK est un club de handball situé à Haslum, un district de la ville Bærum en Norvège.

## Palmarès
- Vainqueur du Championnat de Norvège (3) : 2005, 2009, 2011
- Vainqueur de la Coupe de Norvège (4) : 2005, 2011, 2012, 2017

## Joueurs célèbres
- Erlend Mamelund
- Einar Riegelhuth Koren